# Lathrop Brown
Lathrop Brown (ur. 26 lutego 1883 w Nowym Jorku, zm. 28 listopada 1959 w Fort Myers) – amerykański polityk, członek Partii Demokratycznej.

## Działalność polityczna
W okresie od 4 marca 1913 do 3 marca 1915 przez jedną kadencję był przedstawicielem 1. okręgu wyborczego w stanie Nowy Jork w Izbie Reprezentantów Stanów Zjednoczonych.